# Mambou Aimée Gnali
Mambou Aimée Gnali là Bộ trưởng Bộ Văn hóa và Nghệ thuật, phụ trách Du lịch, trong chính phủ Cộng hòa Congo từ tháng 1 năm 1999 đến tháng 8 năm 2002. Vào những năm 1950, cô là một trong số ít phụ nữ Congo sang Pháp du học. Bà cũng đã viết một cuốn tự truyện.
Gnali được bổ nhiệm làm Bộ trưởng Bộ Văn hóa và Nghệ thuật, phụ trách Du lịch, vào ngày 12 tháng 1 năm 1999. Jean-Claude Gakosso được chỉ định thay thế bà vào ngày 18 tháng 8 năm 2002, và ông đã kế vị bà ở vị trí đứng đầu bộ vào ngày 22 tháng 8.